# 117 (tal)
117 (hundrasjutton) är det naturliga talet som följer 116 och som följs av 118.

## Inom matematiken
- 117 är ett udda tal.
- 117 är ett Pentagontal
- 117 är ett Harshadtal med basen 10

## Inom vetenskapen
- Tenness, atomnummer 117
- 117 Lomia, en asteroid